# تغییر زمین (فیلم)
تغییر زمین (به انگلیسی: Changeland) فیلمی محصول سال ۲۰۱۹ و به کارگردانی ست گرین است. در این فیلم بازیگرانی همچون ست گرین، برکین مایر، برندا سونگ، مکالی کالکین، کلیر گرانت، رندی اورتن، رز ویلیامز و کیدر ویلیامز-استیرلینگ ایفای نقش کرده‌اند.